# Tswaane
Tswaane est une ville du Botswana.